# Isabella van Bourbon (1821-1897)

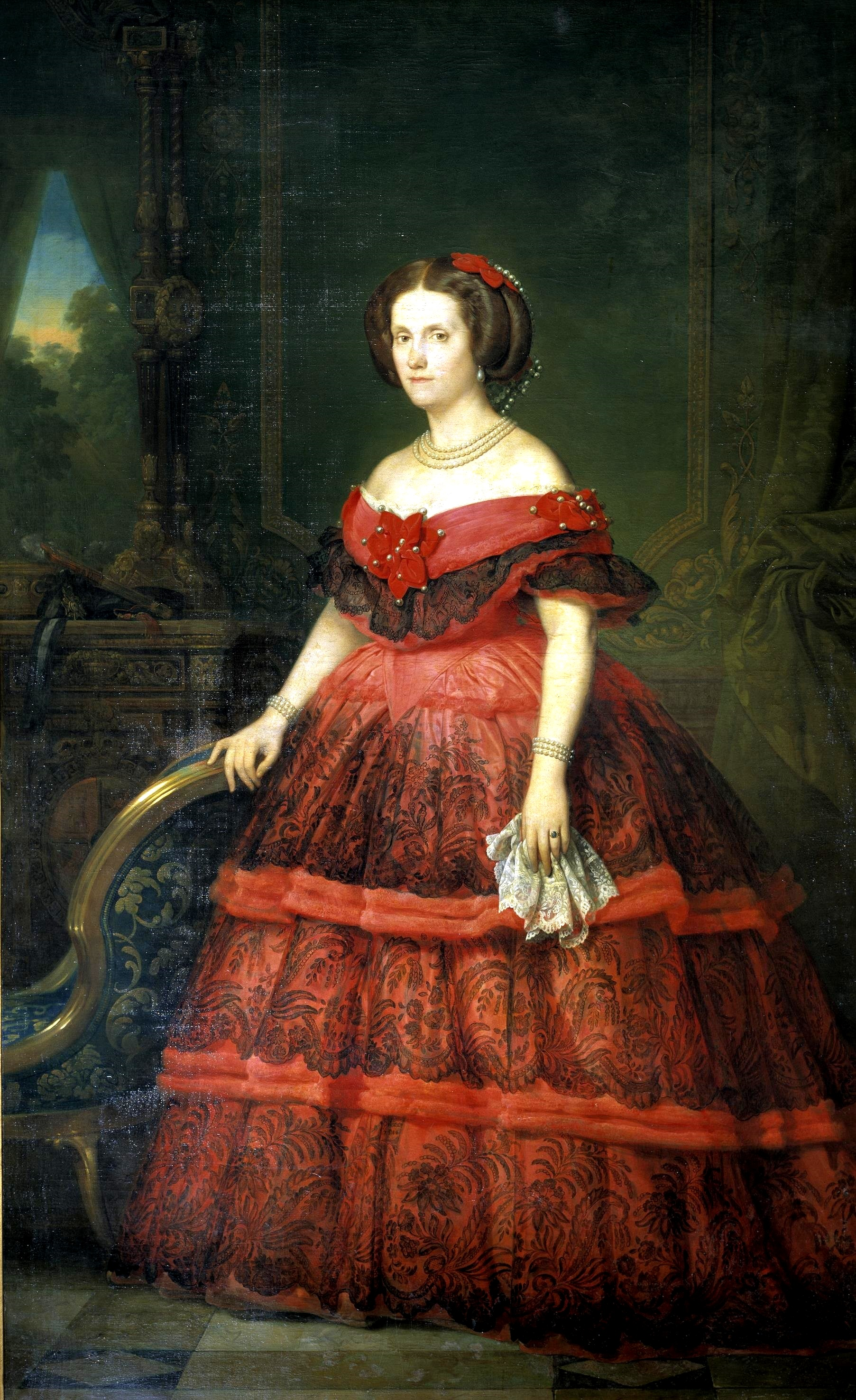
Isabella van Bourbon

Isabella Ferdinanda van Bourbon en van Bourbon (Madrid, 18 mei 1821 – Parijs, 9 mei 1897), was een infante van Spanje, uit het huis Bourbon.
Zij was het tweede kind en de oudste dochter van Francisco de Paula van Bourbon en diens vrouw Louise Charlotte, prinses der Beide Siciliën.
Toen zij zestien jaar oud was, ontvluchtte zij met haar rijinstructeur, graaf Ignatius Gurowski (1814-1887), het meisjesconvent in Parijs, waar zij haar onderricht ontving. Het paar vestigde zich - tot ontsteltenis van de Belgische aristocratie - in Brussel, waar het paar na hun heimelijk gesloten huwelijk (in 1841 in Dover) een teruggetrokken bestaan leidde.
Toen haar broer, Frans van Assisi in 1846 trouwde met de Spaanse koningin Isabella II, kon zij niet langer genegeerd worden door de Belgische adel, al zorgde haar onconventionele optreden steeds weer voor gespreksstof.
Isabella en Gurowski kregen, officieel, acht kinderen. Onofficieel zouden het er negen zijn, daar een dochtertje meteen na haar geboorte, in 1851, in een pleeggezin zou zijn ondergebracht. Dat dit meisje bestaan heeft, staat wel vast. Aangenomen wordt algemeen dat niet Gurowski, maar  koning Leopold I van België de vader van het meisje geweest is.